# Dragoș Nicolae Mădăraș
Dragoș Nicolae Mădăraș (Deva, 12 settembre 1997) è un tennista rumeno naturalizzato svedese.

## Carriera

### 2015-2020: esordio nel professionismo e primi titoli Futures
Debutta nel professionismo il 4 maggio 2015 con una sconfitta allo Sweden F2 Futures. Nel primo anno raggiunge una finale Futures in singolo e in doppio e raggiunge la top 1000 nel ranking ATP.
Nel 2016, il primo anno in cui ha scelto di rappresentare la Svezia, ha chiuso al 679º posto nella classifica mondiale.
L’anno successivo ha ottenuto i suoi primi successi in doppio al Tunisia F16 Futures e al Romania F8 Futures e nel 2018 trionfa in singolare all’Estonia F1 Futures.

### 2021-2023: esordio ATP e record di Titoli Futures in un anno
Dopo due stagioni sottotono in cui vince solamente un titolo in doppio, Mădăraș riesce a vincere 5 titoli Futures in singolare nel 2021, raggiungendo così la 393ª posizione nella classifica ATP e disputando i suoi primi tornei nell’ATP Challenger Tour.
Nella primavera 2022 fa il suo debutto nella Coppa Davis nella sfida contro il Giappone, vinta dalla nazionale svedese nonostante la sua sconfitta individuale. Chiude la stagione al 323º posto.
Ha fatto il suo debutto nell’ATP Tour al Sofia Open 2022 perdendo al primo turno contro Oscar Otte.
Nel luglio 2023, vincendo l’M25 di Brasov, diviene il primo tennista uomo a riuscire a vincere 10 titoli Futures in un anno.
Nello stesso mese gioca per la prima volta un torneo del Grande Slam raggiungendo il secondo turno di qualificazione a Wimbledon.